# Petr Rydval
Petr Rydval (* 19. září 1968, Pardubice) je bývalý český fotbalista.

## Fotbalová kariéra
V československé a české lize hrál za Duklu Praha, FC Union Cheb a Bohemians Praha. Nastoupil celkem ve 29 utkáních a dal 1 gól. Ve druhé lize hrál i za Pardubice, FC LeRK Brno, znovu Pardubice a Bohemians Praha.
Byl trenérem mládeže v Nemošicích.

## Ligová bilance
| Ročník                                     | Zápasy | Góly | Klub               |
| ------------------------------------------ | ------ | ---- | ------------------ |
| 1. československá fotbalová liga 1992/1993 | 4      | 0    | Dukla Praha        |
| 1. česká fotbalová liga 1993/1994          | 17     | 1    | Dukla Praha        |
| 1. česká fotbalová liga 1994/1995          | 6      | 0    | FC Union Cheb      |
| 2. česká fotbalová liga 1995/1996          | 12     | 0    | FC Bohemians Praha |
| 1. česká fotbalová liga 1996/1997          | 2      | 0    | Bohemians Praha    |
| Česká fotbalová liga 1997/1998             | -      | 1    | SK EMĚ Mělník      |
| Česká fotbalová liga 1998/1999             | -      | 0    | SK EMĚ Mělník      |
| CELKEM 1. liga                             | 29     | 1    |                    |